# Prosuberites exiguus
Prosuberites exiguus är en svampdjursart som beskrevs av Thiele 1898. Prosuberites exiguus ingår i släktet Prosuberites och familjen Suberitidae.
Artens utbredningsområde är havet kring Japan. Inga underarter finns listade i Catalogue of Life.